# Kathy Jordanová
Kathryn "Kathy" Jordanová (* 3. prosince 1959 Bryn Mawr, Pensylvánie) je bývalá americká tenistka. Je sedminásobnou grandslamovou vítězkou ve čtyřhře a singlovou finalistkou Australian Open 1983 (které prohrála s Martinou Navrátilovou). Pět titulů vyhrála v ženské dvouhře - Australian Open 1981 (s Anne Smithovou), Roland Garros 1980 (s Anne Smithovou), Wimbledon 1980 (s Anne Smithovou) a 1985 (s Elizabeth Smylieovou) a US Open 1981 (s Anne Smithovou). Dva tituly má též z mixu, z French Open 1986 a z Wimbledonu 1986 (v obou případech ve dvojici s Kenem Flachem). Čtyřhra jí zajistila i vítězství na Turnaji mistryň v roce 1990, v páru s Elizabeth Smylieovou. Vyhrála tři turnaje WTA ve dvouhře a 42 turnajů ve čtyřhře. Jejím nejvyšším umístěním na žebříčku WTA bylo 5. místo v singlu (v březnu 1984) a 6. místo v deblu. Odehrála 19 utkání ve FedCupu. Během kariéry vydělala téměř 1,6 milionu dolarů na odměnách na turnajích (prize money). Byla pravorukou hráčkou s jednoručním bekhendem. Kariéru ukončila roku 1991, poté vystudovala politické vědy na Stanfordově univerzitě (1991) a roku 1992 byla zvolena místopředsedkyní Ženské tenisové asociace.  Její sestra Barbara Jordanová byla rovněž úspěšnou tenistkou, vítězkou dvouhry na Australian Open z roku 1979.